# Seleenzuur
Seleenzuur is een anorganisch oxozuur van seleen, met als brutoformule H2SeO4. Het kan opgevat worden als het seleenanaloog van zwavelzuur. Zouten van seleenzuur worden selenaten genoemd. In zuivere toestand komt seleenzuur voor als kleurloze kristallen, die zeer snel water opnemen.

## Synthese
Seleenzuur wordt bereid door de oxidatie van seleendioxide met waterstofperoxide:
{\displaystyle \mathrm {SeO_{2}\ +\ H_{2}O_{2}\ \longrightarrow \ H_{2}SeO_{4}} }
Het kristallijn anhydride wordt verkregen door de ontstane oplossing bij maximaal 140 °C in vacuüm in te dampen. In tegenstelling tot zwavelzuur, dat bereid kan worden door hydrolyse van zwaveltrioxide, is het door de onstabiele aard van seleentrioxide niet mogelijk om daaruit seleenzuur te bereiden.
Een alternatieve bereidingsmethode is de oxidatie van selenigzuur met behulp van dichloor, dibroom of kaliumpermanganaat. Dichloor kan ook seleen rechtstreeks oxideren tot seleenzuur:
{\displaystyle \mathrm {Se\ +\ 3\ Cl_{2}\ +\ 4\ H_{2}O\ \longrightarrow \ H_{2}SeO_{4}\ +\ 6\ HCl} }

## Eigenschappen en reacties
Net als zwavelzuur is seleenzuur een sterk zuur. De zuivere stof is hygroscopisch en zeer goed oplosbaar in water. Geconcentreerde oplossing zijn erg viskeus. Van de vaste stof zijn mono- en di-hydraten bekend.
Seleen heeft in seleenzuur een oxidatiegetal van 6, het hoogst mogelijke voor seleen. In lijn met de trend dat elementen in de periode van seleen lastig tot hun hoogste oxidatietoestand zijn te brengen is seleenzuur een sterke oxidator. In tegenstelling tot zwavelzuur is seleenzuur wel in staat chloride tot chloorgas te oxideren. Seleenzuur wordt daarbij zelf omgezet in selenigzuur (H2SeO3). Daarnaast kan het, net zoals koningswater, goud oxideren tot goud(III)selenaat:
{\displaystyle \mathrm {2\ Au\ +\ 6\ H_{2}SeO_{4}\ \longrightarrow \ Au_{2}(SeO_{4})_{3}\ +\ 3\ H_{2}SeO_{3}\ +\ 3\ H_{2}O} }
Deze reactie gaat ook op voor platina.
Seleenzuur reageert, naar analogie met zwavelzuur, met oplossingen van bariumzouten onder vorming van een neerslag van bariumselenaat (BaSeO4). De analogie met zwavelzuur gaat niet op voor calciumselenaat, dat beter oplosbaar is dan het overeenkomstig sulfaat, calciumsulfaat (beter bekend als gips).
Als seleenzuur met fluorsulfonzuur behandeld wordt, ontstaat selenoylfluoride met een kookpunt van −8,4 °C:
{\displaystyle \mathrm {H_{2}SeO_{4}\ +\ 2\ HO_{3}SF\ \longrightarrow \ SeO_{2}F_{2}\ +\ 2\ H_{2}SO_{4}} }